# Gare de Wavrin
Gare de Wavrin vasútállomás Franciaországban, Wavrin településen.

## Vasútvonalak
Az állomást az alábbi vasútvonalak érintik:
- Fives-Abbeville-vasútvonal

## Kapcsolódó állomások
A vasútállomáshoz az alábbi állomások vannak a legközelebb:
- Gare de Santes
- Gare de La Fontaine
- Gare de Don - Sainghin